# جيفرسون ألفيس أوليفيرا
جيفرسون ألفيس أوليفيرا (25 فبراير 1990 بالبرازيل - ) هو لاعب كرة قدم برازيلي في مركزي الدفاع وقلب الدفاع. لعب مع أتليتيكو كلوب دي برتغال ونادي أودينيزي ونادي بيروجيا ونادي ساليرنيتانا ونادي فيتشينزا ونادي فينيزيا ونادي مودينا وAC Bellaria Igea Marina ‏ ويوفي ستابيا.

## وصلات خارجية
- جيفرسون ألفيس أوليفيرا على موقع قاعدة بيانات كرة القدم.إي يو (الإنجليزية)
- جيفرسون ألفيس أوليفيرا على موقع Soccerway.com (الإنجليزية)